# Clyde Cook
Clyde Cook (16 de dezembro de 1891 — 13 de agosto de 1984) foi um ator australiano. Começando na comédia pastelão, ele subiu para o estado de ator principal no final da era do cinema mudo, mas caiu no esquecimento com o advento da era sonora.

## Filmografia parcial
- His Only Chance (1918)
- He Who Gets Slapped (1924)
- So This Is Marriage? (1924)
- Should Sailors Marry? (1925)
- What's the World Coming To? (1926)
- Wandering Papas (1926)
- The Winning of Barbara Worth (1926)
- Miss Nobody (1926)
- Barbed Wire (1927)
- A Sailor's Sweetheart (1927)
- The Docks of New York (1928)
- The Taming of the Shrew (1929)
- Strong Boy (1929)
- Women Everywhere (1930)
- The Dawn Patrol (1930)
- Oliver Twist (1933)
- Barbary Coast (1935)
- Another Dawn (1937)
- Bulldog Drummond Escapes (1937)
- Wee Willie Winkie (1937)
- Bulldog Drummond's Peril (1938)
- Kidnapped (1938)
- Arrest Bulldog Drummond (1939)
- The Little Princess (1939)
- Bulldog Drummond's Secret Police (1939)
- Bulldog Drummond's Bride (1939)
- The Sea Hawk (1940)
- Ladies in Retirement (1941)
- White Cargo (1942)
- Klondike Fury (1942)
- The Man from Down Under (1943)
- To Each His Own (1946)
- Donovan's Reef (1963) (não creditado)